# 九龍巴士5A線
九龍巴士5A線是香港九龍一條來往啟德（啟晴邨）及尖沙咀碼頭的巴士路線，途經新蒲崗、九龍城、馬頭圍、土瓜灣、紅磡及尖沙咀。
本線於2010年7月29日加入空調巴士行走前，曾經一度是唯一全以非空調巴士行走的九龍市區路線。
本線於2012年5月9日前為全港最後4條仍然設有非空調巴士行走的路線之一（另外3條為九巴16、93K和98A），亦為荔枝角車廠最後一條設有非空調巴士服務的路線。

## 簡介及歷史
- 1969年7月20日：路線投入服務，只於平日繁忙時間提供服務，為5號線的輔助線。
- 1975年3月1日：擴展為每天全日服務，路線延長至啟德機場。
- 1975年6月16日：配合25號線（已取消）投入服務，總站改回九龍城，並改回只於平日繁忙時間提供服務。
- 1981年9月1日：改經尖沙咀東一段的梳士巴利道，不經漆咸道南，成為首條及唯一途經全段梳士巴利道的常規巴士路線。
- 1982年10月24日：增設假日早上至黃昏服務。
- 2008年6月8日：車費提高至$2.8。
- 2010年7月29日：加入空調巴士服務，車費為$3.7，亦象徵九龍市區再沒有全以非空調巴士行走的專利巴士路線。
- 2012年5月9日：本線改為全空調巴士服務，成為最後一批九龍市區路線，以至全港最後一批專利巴士路線改為全空調服務，亦象徵由1921年香港首部巴士投入服務起，服務香港接近一個世紀的非空調巴士，正式告別香港專利巴士行列[1]。
- 2015年6月27日：增設到站時間預報。[2]
- 2020年2月14日：配合港鐵屯馬綫一期通車，本線延長至啟德（啟晴邨），平日提升至全日服務，假日則延長服務時間；車費維持不變；另外逢星期一至五07:05加設特別班次，由漆咸道北「山西街」站開往啟德（啟晴邨）[3]。
- 2021年1月18日：取消落山道開出特別班次。[4]
- 2023年5月20日：來回方向增設協調道「東九龍總區警察總部」巴士站。[5]。

### 告別「熱狗」

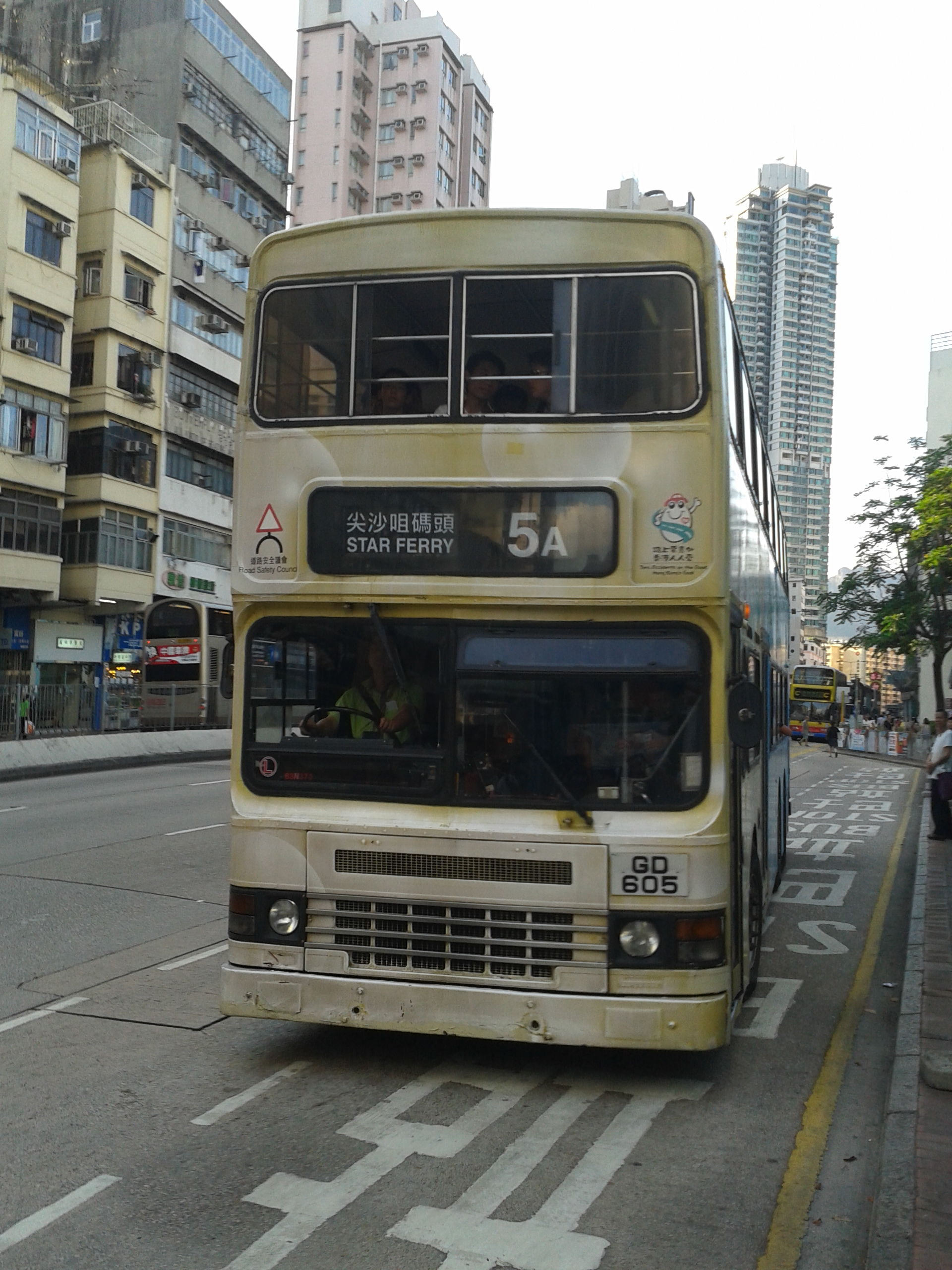
本線是最後一批改為全空調服務的九龍市區路線之一，圖為九巴唯一「密龍」S3N370(GD605)行走本線時的情況

在非空調巴士最後行走當日（2012年5月8日），除本來上掛該線的非空調巴士在5A線行走外(S3V27/GL390)，下午繁忙時段，廠方派出九巴當時僅餘的最後一輛非空調巴士-「密龍」（S3N370／GD605）行走5A-S31字軌。由於該車自2011年11月起便一直未曾載客行走，加上其餘「密龍」早已全數退役，因此該車甫出廠，即吸引不少巴士迷前往沿線守候。
此路線的非空調巴士尾班車原定於當晚19:25於尖沙咀碼頭開出，但由於等候尾班車的巴士迷太多，因此尾班熱狗由額外3部加班車負責，原定尾班非空調巴士由（S3N351／GA1614）負責，而真正的尾班車則延遲至當晚19:45才於尖沙咀碼頭開出，執行該班次的非空調巴士除了掛牌車（GL390，完成本線非空調巴士服務後被派往柏景灣支援16線最後非空調巴士班次）外，更派出加班車（S3N347／GA1252、S3N355／GA4943）一同開出，以應付大量等候乘搭尾班車的人流。隨著3輛巴士陸續抵達盛德街總站，本路線率先成為九巴4條仍有非空調巴士服務的路線中最早全冷的路線，亦為九巴全冷最終章正式揭開序幕。
而隨着本線全數升級至空調巴士，荔枝角車廠亦再沒有轄下路線設有非空調巴士服務，因此亦令荔枝角車廠正式全數空調巴士運作，成為九巴第三間全數空調巴士運作車廠。

## 服務時間及班次
| 啟德（啟晴邨）開 | 啟德（啟晴邨）開 | 啟德（啟晴邨）開 | 尖沙咀碼頭開     | 尖沙咀碼頭開 | 尖沙咀碼頭開 |
| 日期             | 服務時間         | 班次（分鐘）     | 日期             | 服務時間     | 班次（分鐘） |
| ---------------- | ---------------- | ---------------- | ---------------- | ------------ | ------------ |
| 星期一至六       | 06:30-08:10      | 25               | 星期一至六       | 07:10        | 07:10        |
| 星期一至六       | 08:10-22:10      | 30               | 星期一至六       | 07:35-22:05  | 30           |
|                  |                  |                  | 星期一至六       | 22:05-22:55  | 25           |
| 星期日及公眾假期 | 08:40-19:10      | 30               | 星期日及公眾假期 | 09:25-19:55  | 30           |

## 收費
全程：$4.8
| - 本線設有12歲以下小童及65歲或以上長者半價優惠。 - 65歲或以上香港居民使用「樂悠咭」，以及12歲以下合資格殘疾兒童使用「殘疾人士身份」個人八達通繳付車資，均可享有每程$2.0或半價（以較低者為準）的票價優惠；12至64歲合資格殘疾人士使用「殘疾人士身份」個人八達通（包括「樂悠咭」），以及60至64歲香港居民使用「樂悠咭」繳付車資，均可享有每程$2.0或全費（以較低者為準）的票價優惠。 - 65歲或以上長者如使用長者或一般個人八達通繳付車資，則只可享有半價優惠；12至64歲合資格殘疾人士如不使用「殘疾人士身份」個人八達通，以及60至64歲人士如不使用「樂悠咭」繳付車資，必須繳付全費。 - 乘客可以現金或八達通於上車時付款，不設找續。 - 每位成人乘客可免費攜帶最多兩名4歲以下而不佔座位的兒童乘客乘車，超額之4歲以下小童必須繳付小童車費乘車。 - 持有「九巴月票」之乘客在車票有效期內，每日可享最多10程任何九龍巴士及龍運巴士路線（包括本路線，以及聯營路線的九龍巴士／龍運巴士提供的班次；惟乘搭機場「A」及「NA」線則可享原價二七折優惠（不會計算每天10次合資格車程））；而B1線則每日可享最多各2程（不會計算每天10次合資格車程）。 - 九龍巴士、城巴、龍運巴士及陽光巴士全職員工及家屬（不包括外判職員）可免費乘搭本路線，惟必須拍職員或職員家屬八達通。 - 乘客亦可透過多元化電子支付系統（e度嘟）繳付車資，包括使用非接觸式VISA卡、JCB卡、萬事達卡、銀聯卡、美國運通、大來國際、Discover Card、Apple Pay、Google Pay、Samsung Pay、AlipayHK「易乘碼」、支付寶、WeChatHK／微信支付「搭車碼」、銀聯雲閃付「乘車碼」及BOC Pay「乘車碼」。乘客使用此付款方式，使用此支付方式的乘客可享有中途下車之分段收費，以及與其他九巴／龍運獨營路線或聯營線九巴／龍運班次之轉乘優惠，惟不適用於與非九巴／龍運路線之轉乘優惠，亦不能享有「公共交通費用補貼計劃」及「長者及合資格殘疾人士公共交通票價優惠計劃」。 |

### 八達通轉乘優惠
5A↔296D，下列轉乘兩程合共$10.4
- 5A往尖沙咀碼頭方向 → 296D往九龍站方向，轉乘時限為120分鐘
- 296D往尚德方向 → 5A往啟晴邨方向，轉成時限為60分鐘

## 使用車輛
九巴從1990年代起大量引進空調巴士，但直至2007年，5A線是少數仍然全以非空調巴士行走的九龍市區路線，至2012年5月，本線才全面空調化。
現時本線使用2輛富豪B9TL12米（AVBWU）、2輛比亞迪B12A 12米（BEB）
| 車隊編號 | 車牌   |
| -------- | ------ |
| AVBWU231 | RG2617 |
| AVBWU248 | RH7539 |
| BEB5     | XZ5523 |
| BEB10    | XZ9908 |

## 行車路線
啟德（啟晴邨）開經：沐虹街、沐翠街、承啟道、協調道、太子道東、馬頭涌道、馬頭圍道、漆咸道北、康莊道及梳士巴利道。
尖沙咀碼頭開經：梳士巴利道、康莊道、漆咸道北、馬頭圍道、馬頭涌道、太子道西、太子道東、四美街、六合街、七寶街、啟新道、協調道、承啟道及沐虹街。

### 沿線車站
| 啟德（啟晴邨）開 | 啟德（啟晴邨）開                 | 啟德（啟晴邨）開             | 尖沙咀碼頭開 | 尖沙咀碼頭開                      | 尖沙咀碼頭開                 |
| 序號             | 車站名稱                         | 位置                         | 序號         | 車站名稱                          | 位置                         |
| ---------------- | -------------------------------- | ---------------------------- | ------------ | --------------------------------- | ---------------------------- |
| 1                | 啟德（啟晴邨）                   | 沐虹街                       | 1            | 尖沙咀碼頭巴士總站                | 尖沙咀天星碼頭公共運輸交匯處 |
| 2                | 沐虹街                           | 承啟道                       | 2            | 尖東站                            | 梳士巴利道                   |
| 3                | 東九龍總區警察總部               | 協調道                       | 3            | 永安廣場                          | 梳士巴利道                   |
| 4                | 譽港灣                           | 太子道東                     | 4            | 山谷道                            | 漆咸道北                     |
| 5                | 九龍城轉車站 - 宋皇臺公園（C3）  | 馬頭涌道                     | 5            | 北拱街                            | 漆咸道北                     |
| 6                | 木廠街                           | 馬頭涌道                     | 6            | 落山道                            | 馬頭圍道                     |
| 7                | 馬坑涌道                         | 馬頭圍道                     | 7            | 天光道                            | 馬頭圍道                     |
| 8                | 土瓜灣街市                       | 馬頭圍道                     | 8            | 馬頭圍邨洋葵樓                    | 馬頭圍道                     |
| 9                | 浙江街遊樂場                     | 馬頭圍道                     | 9            | 香港家庭計劃指導會                | 馬頭涌道                     |
| 10               | 新柳街                           | 漆咸道北                     | 10           | 九龍城轉車站 - 富豪東方酒店（A3） | 太子道東                     |
| 11               | 平治街                           | 漆咸道北                     | 11           | 譽港灣                            | 太子道東                     |
| 12               | 紅磡海底隧道轉車站－紅磡站（D1） | 梳士巴利道                   | 12           | 景泰街                            | 太子道東                     |
| 13               | 永安廣場                         | 梳士巴利道                   | 13           | 工業貿易大樓                      | 協調道                       |
| 14               | 尖東站                           | 梳士巴利道                   | 14           | 東九龍總區警察總部                | 協調道                       |
| 15               | 尖沙咀碼頭巴士總站               | 尖沙咀天星碼頭公共運輸交匯處 | 15           | 啟德（啟晴邨）                    | 沐虹街                       |

## 客量
本路線的車費比相近路線的5號及5C便宜，走線又避開較為擠塞的漆咸道南，比九巴5號線直接，但班次疏落，而且有港鐵屯馬線競爭。

## 外部連結
- 681巴士總站—5A線 （页面存档备份，存于）
- 九龍巴士公司—5A線